# Toxicodendron diversilobum
Espèce
Toxicodendron diversilobum (sumac de l'Ouest) est une espèce de plantes dicotylédones de la famille des Anacardiaceae, originaire de l'Ouest de l'Amérique du Nord. 
Cette espèce est un arbuste ou une plante grimpante ligneuse qui se rencontre dans divers habitats : forêts mixtes, prairies, broussailles et maquis (chaparral).
C'est une plante toxique pour l'homme, provoquant des démangeaisons et des éruptions cutanées allergiques par contact direct ou indirect ou par l'inhalation de fumée en cas d'incendie.
Le nom commun en anglais est  « poison oak ».

## Synonymes
Selon Catalogue of Life (7 août 2015) :
- Rhus diversiloba Torr. & Gray
- Toxicodendron radicans subsp. diversilobum (Torr. & A.Gray) Thorne

## Distribution
L'aire de répartition de Toxicodendron diversilobum  s'étend dans l'Ouest de l'Amérique du Nord, du Mexique  au Canada : péninsule de Basse-Californie, Californie, Nevada, Oregon, Washington, et Colombie britannique.
Cette plante est commune dans des habitats diversifiés, depuis les zones ripariennes mésiques jusqu'aux maquis xériques du type chaparral.
Elle prospère tant à l'ombre ou la mi-ombre que sous la lumière directe du soleil, à des altitudes inférieures à 1500 m.
En Californie, cette plante se rencontre souvent dans les chaparrals et forêts claires, les broussailles côtières, les prairies et les bois de chênes, de sapins de Douglas (Pseudotsuga menzesii), d'épinettes de Sitka, de séquoias et de pins ponderosa), ainsi que dans les forêts mixtes sempervirentes.
Le nom originel du village où s'est développée la ville de Los Angeles, Yangna ou Iyaanga, était le nom donné à cette plante dans la langue des Amérindiens Gabrielinos.